# 加藤征弘
加藤 征弘（かとう ゆきひろ、1965年9月14日 - ）は、日本中央競馬会 (JRA) ・美浦トレーニングセンターに所属している調教師。東京都出身。

## 来歴
- 1991年5月、JRA競馬学校厩務員課程に入学し、9月から美浦・加賀武見厩舎所属の厩務員となり、11月には美浦・二本柳俊一厩舎所属の調教助手となる。
- 1994年3月、美浦・相川勝敏厩舎所属となる。
- 1996年4月、美浦・内藤一雄厩舎所属となる。
- 1997年4月、再び美浦・相川勝敏厩舎所属となる。
- 2001年2月、調教師免許を取得する。
- 2002年、厩舎を開業する。初出走は3月3日で、エビスイーグルが3着となり、6月2日、ソプランマンボの勝利により、26戦目で初勝利を挙げた。
- 2004年、第9回武蔵野ステークスをピットファイターが制しJRA重賞初勝利を挙げる。
- 2007年、第7回シンガポール航空インターナショナルカップをシャドウゲイトが制し、日本国外のGIがGI初制覇となった。

## 調教師成績
|            | 日付           | 競馬場・開催  | 競走名                | 馬名             | 頭数 | 人気 | 着順 |
| ---------- | -------------- | ------------- | --------------------- | ---------------- | ---- | ---- | ---- |
| 初出走     | 2002年3月3日   | 1回中山4日8R  | 4歳上500万下          | エビスイーグル   | 16頭 | 7    | 3着  |
| 初勝利     | 2002年6月2日   | 4回東京6日3R  | 3歳未勝利             | ソプランマンボ   | 16頭 | 3    | 1着  |
| 重賞初出走 | 2003年2月9日   | 2回中山4日11R | 共同通信杯            | サンカルテット   | 12頭 | 12   | 8着  |
| 重賞初勝利 | 2004年10月30日 | 4回東京7日11R | 武蔵野S               | ピットファイター | 16頭 | 5    | 1着  |
| GI初出走   | 2005年2月20日  | 1回東京8日11R | フェブラリーS         | ピットファイター | 15頭 | 8    | 6着  |
| GI初勝利   | 2007年5月20日  | クランジ      | シンガポール航空国際C | シャドウゲイト   | 13頭 |      | 1着  |

## おもな管理馬
※括弧内は当該馬の優勝重賞競走、太字はGI級競走。
- ピットファイター（2004年武蔵野ステークス、2005年アンタレスステークス、マーキュリーカップ）
- シャドウゲイト（2007年中山金杯、大阪杯2着、シンガポール航空インターナショナルカップ、2010年中京記念）
- フィフスペトル（2008年函館2歳ステークス）
- カタマチボタン（2007年クイーンカップ2着、桜花賞3着）
- トーセンブライト（2004年サラブレッドチャレンジカップ、2009年黒船賞、兵庫ゴールドトロフィー、2010年兵庫ゴールドトロフィー）
- パワーストラグル（2010年白山大賞典）
- トーセンベニザクラ（2012年フェアリーステークス）
- ノンコノユメ（2015年ユニコーンステークス[1]、ジャパンダートダービー[2]、武蔵野ステークス、2018年根岸ステークス、 フェブラリーステークス）
- グレンツェント (2016年レパードステークス、2017年東海ステークス)
- グラティアス（2021年京成杯[3]）
- エコロブルーム（2024年ニュージーランドトロフィー）[4]
- アドマイヤベル（2024年フローラステークス）[5]
- アドマイヤデイトナ (2025年UAEダービー)

## 表彰
- 優秀調教師賞（関東。2003年 - 2009年）

## おもな厩舎所属
- 水口優也（2010.3 - 2011.3、騎手）
- 西村太一（2018.3 - 、騎手）
- 鈴木慎太郎（2010年 - 2011年、調教助手）現調教師